# Hans Iversen Wandal
Hans Iversen Wandal, född den 20 augusti 1579 i Ribe, död den 16 december 1641 i Viborg, var en dansk biskop, son till rådman Iver Wandal. Modern, Susanne, var dotter till prästen Jens Pedersen Grundet. Han blev far till Hans Wandal. 
Wandal gick först i Ribe skola, men kom omkring 1589 till Herlufsholm, varifrån han blev student omkring 1596. Efter att ha avslutat sina studier vid universitetet reste han 1601 till Wittenberg och besökte därefter flera andra tyska universitet. 
År 1602 upptogs han i huset hos Holger Rosenkrantz på Rosenholm. År 1604 kom han till Vosborg som hovmästare för Preben Gyldenstjernes tre söner, Knud, Ejler och Henrik, med vilka han reste utomlands 1607. I sju år genomreste de Tyskland, Frankrike, Schweiz, England, Spanien och Italien. 
I Strassburg uppehöll de sig från 1608 och framåt i två år, och här tog Wandal magistergraden. Resan avslutades med ett längre uppehåll på den berömda fursteskolan i Tübingen. Efter hemkomsten blev Wandal 1613 sognepræst vid Gråbrödrakyrkan i Odense. 
Åren 1615 och 1616 måste han avge vittnesbörd i den sak, som hade rests mot Fyns biskop Hans Knudsen Vejle, som blev avsatt på grund av kalvinistisk vrånglära. År 1617 utnämnde Kristian IV honom, utan föregående val av stiftets prästerskap, till biskop i Viborg. År 1620 blev han doctor theologiae. 
Under de kejserliga truppernas infall i Jylland måste han 1627–1628 vistas utanför sitt stift. År 1629 deltog han i ett möte i Köpenhamn, som förberedde förordningen om en skärpt kyrkotukt. År 1635 satt han i en kommission, som höll förhör om Kirsten Munk angående hennes förhållande till Rhengreven, och 1638 deltog han med landets övriga biskopar i riksdagen i Odense med anledning av nya skattepålagor.